# مشروع سانت
مشروع SAINT (اختصار مشتق من "معترض الأقمار الاصطناعية" ) كان مشروعًا نفذته الولايات المتحدة خلال الحرب الباردة لتطوير وسيلة لاعتراض وتفتيش وتدمير المركبات الفضائية السوفيتية. لا تزال العديد من التفاصيل المتعلقة بالمشروع سرية. لا يمكن إصدار أمر إطلاق سينت إلا بأمر القائد العام لقيادة الدفاع الجوي لأميركا الشمالية، ومن المفترض أي شخص أعلى رتبة منه. 
بدأت الدعوات لتطوير سلاح مضاد للأقمار الصناعية بعد أيام من إطلاق سبوتنيك عام 1957، إلا أن الرئيس أيزنهاور كان قلقًا بشأن عسكرة الفضاء، وحصر هذا العمل في الدراسات فقط. اقترحت هذه الدراسات المبكرة استخدام هياكل مركبات ميداس وساموس الحالية مع تزيدها بسلاح نووي . مع مرور الوقت، تغيرت هذه الخطط إلى صاروخ اعتراضي مخصص، سينت، والذي استخدم أسلوب "الإصابة القاتلة" . واجه أيزنهاور ضغوطًا مستمرة لتطوير نظام، بلغت ذروتها في أوائل عام 1960 بسبب مزاعم القوات الجوية الأمريكية المتكررة بأن السوفيت كانوا يطورون أسلحة نووية فضائية.
ورث الرئيس كينيدي نظام SAINT، وتماشيًا مع سياسته في تحقيق تفوق تقني على السوفيت، سمح ببدء تطوير المعدات. بحلول أواخر عام 1962، تجاوز البرنامج الميزانية المخصصة له إلى حد بعيد، وكان لا يزال بعيدًا عن كونه نظامًا قابلًا للاختبار. في ذلك الوقت، اتضح أن السوفيت لم يطوروا الرؤوس الحربية الفضائية المزعومة، ولم يكن من الممكن تبرير الحاجة إلى نظام باهظ الثمن لمواجهة المركبات الفضائية غير المسلحة. ونتيجةً للتطورات في التدابير المضادة للأقمار الاصطناعية السوفيتية، إلى جانب تطوير أساليب أقل تكلفة لمكافحة الأقمار الاصطناعية، أصبح هذا المفهوم غير مناسب.

## التاريخ
أُنشئ المشروع بعد أن قدر تقدير الاستخبارات الوطنية الصادر عن وكالة الاستخبارات المركزية عام 1957 رقم 11-5-57، والمسمى "القدرات السوفيتية والبرامج المحتملة في مجال الصواريخ الموجهة"، أن الاتحاد السوفيتي سيكون قادرًا على امتلاك قمر اصطناعي استطلاعي في الفضاء بحلول عام 1963. أصدرت القوات الجوية الأمريكية المتطلب التشغيلي العام -170 في 19 يونيو 1958، والذي يأمر بتطوير نظام قادر على تدمير قمر اصطناعي. ثم كلفت القوات الجوية الأمريكية ووكالة مشاريع الأبحاث المتقدمة ومختبرات تقانة الفضاء ومؤسسة راديو أمريكا بإجراء دراسات. عُرضت خطة تطوير النظام التي صاغتها القوات الجوية على مجلس الأمن القومي في 5 فبراير 1960. في 17 مارس 1961، حصلت مؤسسة راديو أمريكا على منحة لتطوير مشروع سينت.

### مراحل المشروع
قُسم المشروع إلى ثلاث مراحل. المرحلة الأولى كانت بناء قمر اصطناعي قادر على الالتقاء بقمر صناعي آخر ذي مقطع راداري عرضي متر مربع واحد (11 قدمًا مربعًا) وفحصه، وكان يدور في مدار يصل ارتفاعه إلى 740 كلم. كانت المرحلة الثانية هي إنشاء قمر اصطناعي قادر على إجراء عمليات تفتيش متعددة، بمدى رأسي يصل إلى 7400 كيلومترات. المرحلة الثالثة كانت إنشاء قمر اصطناعي يمكنه تدمير الأقمار الصناعية الأخرى، استنادًا إلى منصة القمر الصناعي للمرحلة الثانية. كان من المتوقع أن يزن 2000 كلجم ويبلغ طوله 4.3 متر.